# De brief die nooit verzonden werd
De brief die nooit verzonden werd (Russisch: Неотправленное письмо) is een Sovjet-oorlogsdrama uit 1960, geregisseerd door Michail Kalatozov. In de hoofdrollen speelden Tatiana Samojlova en Innokenti Smoktoenovski.

## Filmlocatie
De film werd gedraaid in de taiga tussen de Jenisej en de Oesa.

## Plot
Drie geologen en een gids worden naar een afgelegen gebied in Siberië gestuurd om daar op zoek te gaan naar diamanten. Eens succesvol willen ze terugkeren, maar slagen ze er niet meer in om radioverbinding met het basiskamp te maken, waardoor ze in de problemen komen.